# Константиновка (Бардымский район)
Константиновка — (тат. Күчтәнти) село в Бардымском районе Пермского края на реке Тулва. Входит в состав Печменского сельского поселения.
По результатам переписи 2010 года численность населения составила 496 человек, в том числе 243 мужчины и 253 женщины.
В 2005 году численность населения составляла 583 человека.
Находится примерно в 25 км к юго-востоку от центра села Барда.

## Образование
В селе работает МБОУ «Константиновская основная школа имени земляка-писателя Р. Ф. Ягафарова». Также работает детский сад.

## Религия
Мечети
- Мечеть

## Известные люди
Рашит Файзрахманович Ягафаров (1946—2008) — кандидат филологических наук. Старший научный сотрудник Института языка, литературы и искусствоведения (ИЯЛИ) им. Г.Ибрагимова Академии наук Татарстана. Являлся председателем Всетатарского общественного центра.
Санифа Рангулова — заслуженная артистка Республики Татарстан.